# 순록고기

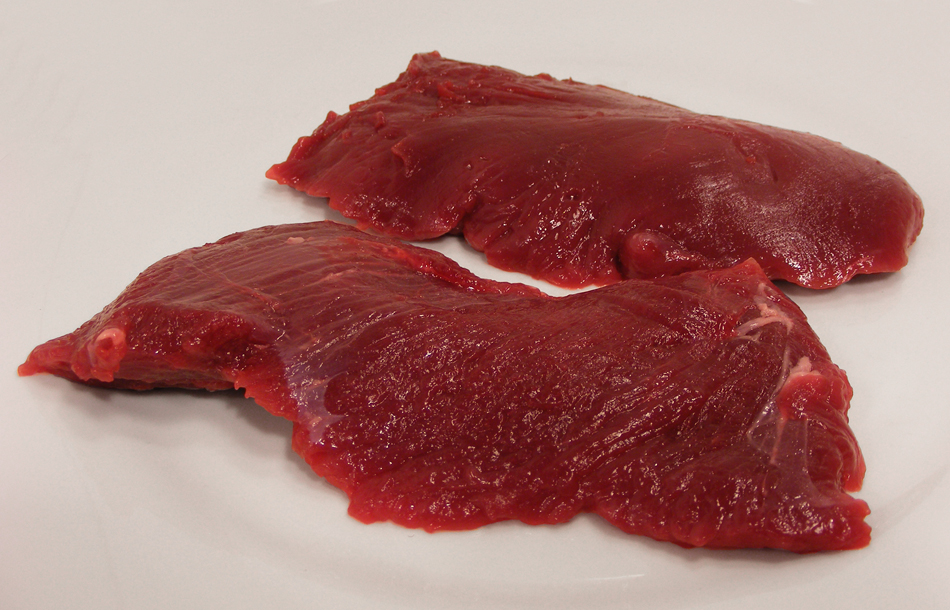
순록고기

순록고기는 순록의 고기이다. 북유럽, 러시아 등 순록이 많이 사는 지역에서 먹는다. 특히 바이스테비두스 등 사미 요리의 주요 식재료이다. 붉은고기의 일종으로, 지방이 적고 단백질이 풍부하다.